# Rimantas Sinkevičius
Rimantas Sinkevičius, né le 3 avril 1952 à Jūsiškėse, est un homme politique lituanien membre du Parti social-démocrate lituanien (LSDP), et ministre de l'Économie et de l'Innovation de juin à décembre 2020.
Il est ministre des Transports du 13 décembre 2012 au 13 décembre 2016.

## Biographie

### Engagement politique
Il adhère en 1991 au Parti lituanien démocrate du travail (LDDP), qui fusionne dix ans plus tard avec le LSDP.
En 1995, il est élu à l'assemblée de la municipalité du district de Jonava, où il siège jusqu'en 2005. À l'occasion des élections législatives de 2000, il est élu député au Seimas mais n'accomplit qu'un seul mandat de quatre ans. Réélu au niveau local en 2007, il démissionne en 2008 pour exercer son seul mandat parlementaire.
Le 13 décembre 2012, il est nommé ministre des Transports et des Communications dans le gouvernement de coalition du social-démocrate Algirdas Butkevičius.